# Furelos
Furelos ist ein Ort in Galicien (Spanien) am Rande des Jakobsweges. Er liegt in der zur Provinz A Coruña und gehört administrativ zu Melide.